# 이동윤 (연출가)
이동윤(1976년 5월 11일 ~ )은 MBC 드라마본부의 프로듀서였으나 2019년 3월 MBC 퇴사 후  프리랜서로 활동 중이다. 어머니는 '공동육아와 공동체 교육'이라는 단체의 이사장인 박혜란이다. 3남 중 막내로, 이적은 그의 둘째 형이다.

## 경력
- MBC 드라마본부 PD

## 작품
- 2005년 MBC 《이별에 대처하는 우리의 자세》(조연출)
- 2006년 MBC 《오버 더 레인보우》(조연출)
- 2007년 MBC 《나쁜여자 착한여자》(연출)
- 2008년 MBC 《라이프 특별조사팀》(연출)
- 2008년~2009년 MBC 《사랑해, 울지마》(연출)
- 2009년~2010년 MBC 《히어로》(연출)
- 2010년 MBC 《런닝, 구》(연출)
- 2011년 MBC 《최고의 사랑》(연출)
- 2012년 MBC 《신들의 만찬》(연출)
- 2013년 MBC 《여왕의 교실》(연출)
- 2014년 MBC 《운명처럼 널 사랑해》(연출)
- 2016년 MBC 《가화만사성》 (연출)
- 2017년 MBC 《20세기 소년소녀》 (연출)
- 2021년 JTBC  《선배 그 립스틱 바르지 마요》 (연출)